# Otto Georg Thierack
Otto Georg Thierack (ur. 19 kwietnia 1889 w Wurzen w Saksonii, zm. 22 listopada 1946 w Stukenbrock w Północnej Nadrenii-Westfalii) – prawnik i polityk, zbrodniarz hitlerowski, przewodniczący Volksgerichtshof (Trybunału Ludowego) III Rzeszy (w latach 1936–1942) i minister sprawiedliwości III Rzeszy (1942–1945). Oficer SS w stopniu SS-Brigadeführera.

## Życiorys

### Kariera
Thierack studiował prawo i nauki polityczne na Uniwersytetach w Marburgu i Lipsku. Po obronie pracy doktorskiej walczył jako ochotnik w I wojnie światowej, pod jej koniec w stopniu porucznika. Odniósł rany twarzy i został odznaczony Żelaznym Krzyżem II klasy. Po zakończeniu wojny powrócił do studiów prawniczych i ukończył je w roku 1920 egzaminem asesorskim. Tego samego roku został zatrudniony jako asesor sądowy w Lipsku. Później pracował w Dreźnie.
1 sierpnia 1932 Thierack wstąpił do NSDAP i po przejęciu władzy przez nazistów szybko awansował od prokuratora do przewodniczącego Trybunału Ludowego. Karierze pomogło nie tylko wczesne wstąpienie do NSDAP, lecz także funkcja przywódcy narodowosocjalistycznej organizacji prawniczej „Narodowosocjalistyczny Związek Obrońców Prawa”.
12 maja 1933 został mianowany ministrem sprawiedliwości Saksonii. Do jego zadań należało „Verreichlichung der Justiz”, tj. przygotowanie ujednolicenia wymiaru sprawiedliwości na terenie swego landu, czyli część ujednolicenia landów. Po kilku przejściowych stanowiskach został w 1935 wiceprezesem Sądu Rzeszy w Lipsku, a w 1936 przewodniczącym nowo utworzonego Trybunału Ludowego. Funkcję tę sprawował – z dwoma przerwami na akcje wojskowe – do 1942.
23 i 24 kwietnia 1941 uczestniczył w obradach najwyższych przedstawicieli wymiaru sprawiedliwości na temat „likwidacji istot nie zasługujących na życie”, tj. wymordowania osób upośledzonych w ramach Akcji T4.

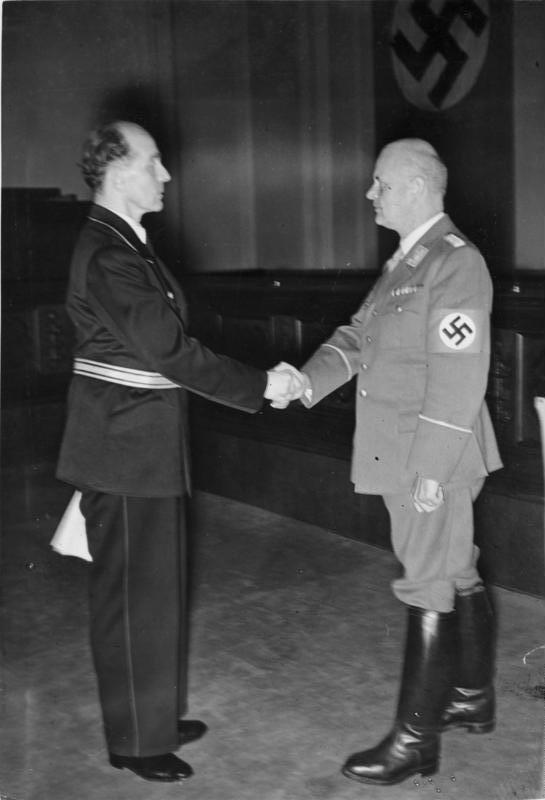
Thierack (z prawej) przekazuje w końcu sierpnia 1942 funkcję nowemu przewodniczącemu Trybunału Ludowego, Rolandowi Freislerowi (po lewej)

### Minister sprawiedliwości Rzeszy
20 sierpnia 1942 Thierack objął funkcję ministra sprawiedliwości Rzeszy, a 27 sierpnia został przez Hitlera mianowany prezydentem Akademii Prawa Niemieckiego. W tych funkcjach był odpowiedzialny za wyniszczanie więźniów obozów koncentracyjnych w ramach stworzonej przez niego na propozycję Josefa Goebbelsa akcji „wyniszczenie przez pracę”. Po rozmowie z Himmlerem sporządził 18 września 1942 następującą notatkę służbową jako zarządzenie: 
Wydanie elementów asocjalnych z zakładów karnych reichsführerowi SS w celu wyniszczenia poprzez pracę. Wydani mają zostać wszyscy zatrzymani prewencyjnie, Żydzi, Cyganie, Rosjanie i Ukraińcy, Polacy z wyrokiem powyżej 3 lat, Czesi i Niemcy z wyrokiem powyżej 8 lat po zatwierdzeniu przez ministra Rzeszy
W liście do Bormanna z 18 października 1942 wystąpił z propozycją wyłączenia Polaków, Rosjan, Żydów i Cyganów spod kompetencji wymiaru sprawiedliwości i przekazania ich reichsführerowi SS, bo wymiar sprawiedliwości tylko w niewielkim stopniu może przyczynić się do wyplenienia tych narodowości. Jak wynika z tego listu, odpowiednie porozumienie z Heinrichem Himmlerem, odpowiedzialnym za policję zawarł już wcześniej. Po akceptacji Hitlera Główny Urząd Bezpieczeństwa Rzeszy rozesłał 5 listopada 1942 tajny dalekopis do wszystkich dyrekcji policji, w którym ogłoszono natychmiastowe „przekazanie cudzoziemców z rąk wymiaru sprawiedliwości policji” (areszt prewencyjny).
Thierack utworzył ukazujący się od października 1942 miesięcznik „Richterbriefe”, w którym przedstawiano w anonimowej formie decyzje sędziowskie mogące posłużyć za przykład i wzorzec do orzekania innych wyroków. Poza tym wprowadził tak zwane inspekcje przed- i powyrokowe. W przypadku postępowań karnych o znaczeniu publicznym zobowiązywały one prezesów sądów najwyższych do odbywającego się co najmniej co 14 dni omawiania z prokuraturą i prezesem sądu krajowego przed decyzją sądu, jaki miał zapaść wyrok. Prezesi sądów krajowych mieli przekazać wynik narady odpowiedniej izbie.

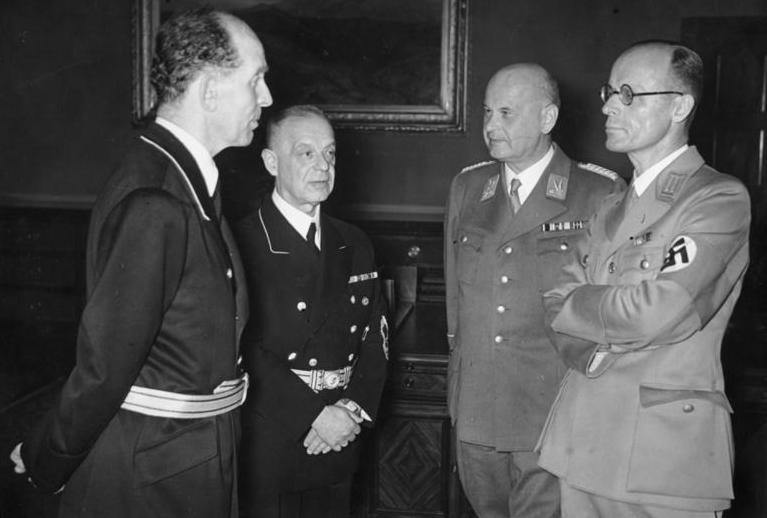
od lewej: prezes Trybunału Ludowego Roland Freisler, sekretarz stanu Franz Schlegelberger pełniący dotąd obowiązki ministra sprawiedliwości Rzeszy, minister sprawiedliwości Rzeszy Otto Georg Thierack i nowy sekretarz stanu w ministerstwie sprawiedliwości Curt Rothenberger

Od objęcia urzędu ministra sprawiedliwości Rzeszy Thierack dążył do skrócenia postępowania w ramach prośby o łaskę skazanych na śmierć, które jego asystent Wolfgang Mettgenberg określał jako pracę „papierkową”.
Wskutek zabiegów Thieracka w grudniu 1942 szopę egzekucyjną więzienia w Plötzensee wyposażono w osiem żelaznych haków, aby karę śmierci przez powieszenie można było jednocześnie wykonywać na wielu osobach. Podczas masowych egzekucji w więzieniu Plötzensee, które rozpoczęły się 7 września 1943, na skutek telefonicznego (zamiast zaniechanego pisemnego) trybu przekazywania danych były przypadki „przeoczeń” – wieszano więźniów, w których sprawie toczyło się jeszcze postępowanie apelacyjne w sprawie złagodzenia kary. Thierack tuszował to i obstawał przy kontynuowaniu egzekucji.

### Epilog
Po zakończeniu wojny Thierack został aresztowany przez aliantów i umieszczony w obozie jenieckim w Paderborn. Miał zasiąść na ławie oskarżonych w tzw. procesie prawników (jednym z 12 procesów norymberskich przeprowadzonych przed amerykańskimi trybunałami wojskowymi). Uniknął jednak osądzenia swoich zbrodni, popełniając samobójstwo przez otrucie się jeszcze w obozie dla internowanych Eselheide koło Stukebrock 22 listopada 1946.

## Ocena podsumowująca
Thierack mocno związany z instytucją obozów koncentracyjnych, kilkakrotnie je wizytował, znał warunki w nich panujące i całkowicie je aprobował.
Przekształcił prawo niemieckie w taki sposób, by stało się instrumentem władzy nazistowskiej, zwłaszcza w celu legalizacji wszystkich dokonywanych przez nazistów zbrodni. Jego posunięcia jak tzw. wyniszczenie przez pracę oraz wyjęcie narodowości wschodnioeuropejskich spod gestii wymiaru sprawiedliwości, miały przyczynić się do – jak to sam określał – „wyplenienia” tych narodowości z terytoriów wschodnich, co miało ułatwić niemiecką kolonizację na tych terenach.